# Butanale deidrogenasi
La butanale deidrogenasi è un enzima appartenente alla classe delle ossidoreduttasi, che catalizza la seguente reazione:
butanale + CoA + NAD(P)+ ⇄ butanoil-CoA + NAD(P)H + H+
L'enzima agisce anche sull'acetaldeide, anche se più lentamente.